# Ottenbach ZH
| ZH ist das Kürzel für den Kanton Zürich in der Schweiz. Es wird verwendet, um Verwechslungen mit anderen Einträgen des Namens Ottenbach zu vermeiden. |

Ottenbach ist eine politische Gemeinde im Bezirk Affoltern (älter: Knonauer Amt, pop. Söiliamt) des Kantons Zürich in der Schweiz.

## Geografie

Historisches Luftbild von Walter Mittelholzer (1923)

Ottenbach liegt im Reusstal. Die Reuss bildet sowohl die westliche Gemeindegrenze als auch die Grenze zum Kanton Aargau. Die Gemeinde ist je 15 Kilometer (Luftdistanz) von Zürich und Zug entfernt. Die Nachbargemeinden sind Obfelden, Affoltern am Albis, Jonen, Aristau und Merenschwand.
Das Dorf zieht sich in West-Ost-Richtung vom Reussufer mit 380 m ü. M. zum Isenberg auf 533 m ü. M. hinauf. Das Gemeindegebiet ist 501 Hektar gross, davon sind 52,7 % Landwirtschaftsfläche, 20,4 % bewaldet, 17,8 % Siedlungsfläche, 4,4 % Verkehrsfläche, 2,2 % Gewässer und 2,6 % unproduktive Fläche (Stand 2018). Das unter Naturschutz stehende Flussufer wird als Naherholungsgebiet genutzt. Neben der Reuss liegt das Naturschutzgebiet Bibelaas. Zum Gemeindegebiet gehört ausserdem der Weiler Rickenbach bei Ottenbach.

## Geschichte
Von einer Besiedlung spätestens seit der Bronzezeit zeugen ein Grabhügel im Lanzen, ein vermuteter römischer Gutshof am Isenberg und ein Gräberfeld aus der Völkerwanderungszeit in der Steinern. Eine kontinuierliche Besiedlung innerhalb des heutigen Siedlungsgebiets besteht vermutlich seit der Völkerwanderungszeit mit drei Fronhöfen. Jede Familie in Ottenbach gehörte im Hochmittelalter einem dieser Fronhöfe an. Ottenbach wurde in einer Urkunde des Klosters St. Gallen vom 18. August 831 erstmals als Marcha Hotumbacharia (bedeutet: Ottenbacher March) erwähnt. Im Karolingerreich war es Grenzposten zwischen dem Thurgau (inklusive St. Gallen) und dem Aargau, was die Bezeichnung «Marcha» erklärt. Ansonsten sagt die Urkunde sehr wenig über das Dorf aus.
Die lautliche Gestalt der Erstnennung deutet darauf hin, dass der zu Grunde liegende Personenname kein männlicher Otto/Hotto oder Ottun/Hottun war (was über althochdeutsch Ottin bah ein umgelautetes Öttenbach bzw. über althochdeutsch Ottunes bah ein modernes Ottensbach oder Ottesbach ergeben hätte), sondern eine weibliche Hotta oder Otta (althochdeutsch Hottun bah). Dies stellt in einer sonst sehr maskulinen Ortsnamenlandschaft eine bemerkenswerte Ausnahme dar.

### Hochmittelalter
In den Jahren 1027 und 1028 schenkte Gräfin Ida von Habsburg dem Kloster Muri Besitzungen in Ottenbach. Im Jahr 1169 tauchte der Name Arnoldus de Ottonbac auf, 1255 Hottenbach und 1278 schliesslich Ottenbach. 1226 wurde der erste Pfarrer, 1234 die erste Kirche in Ottenbach erwähnt. Zwei Fronhöfe gelangten aus dem Besitz des Ritters Walther von Liela 1242 und des Edlen Johannes von Schnabelburg 1267 in den Besitz des Klosters Kappel.

### Spätmittelalter und Neuzeit

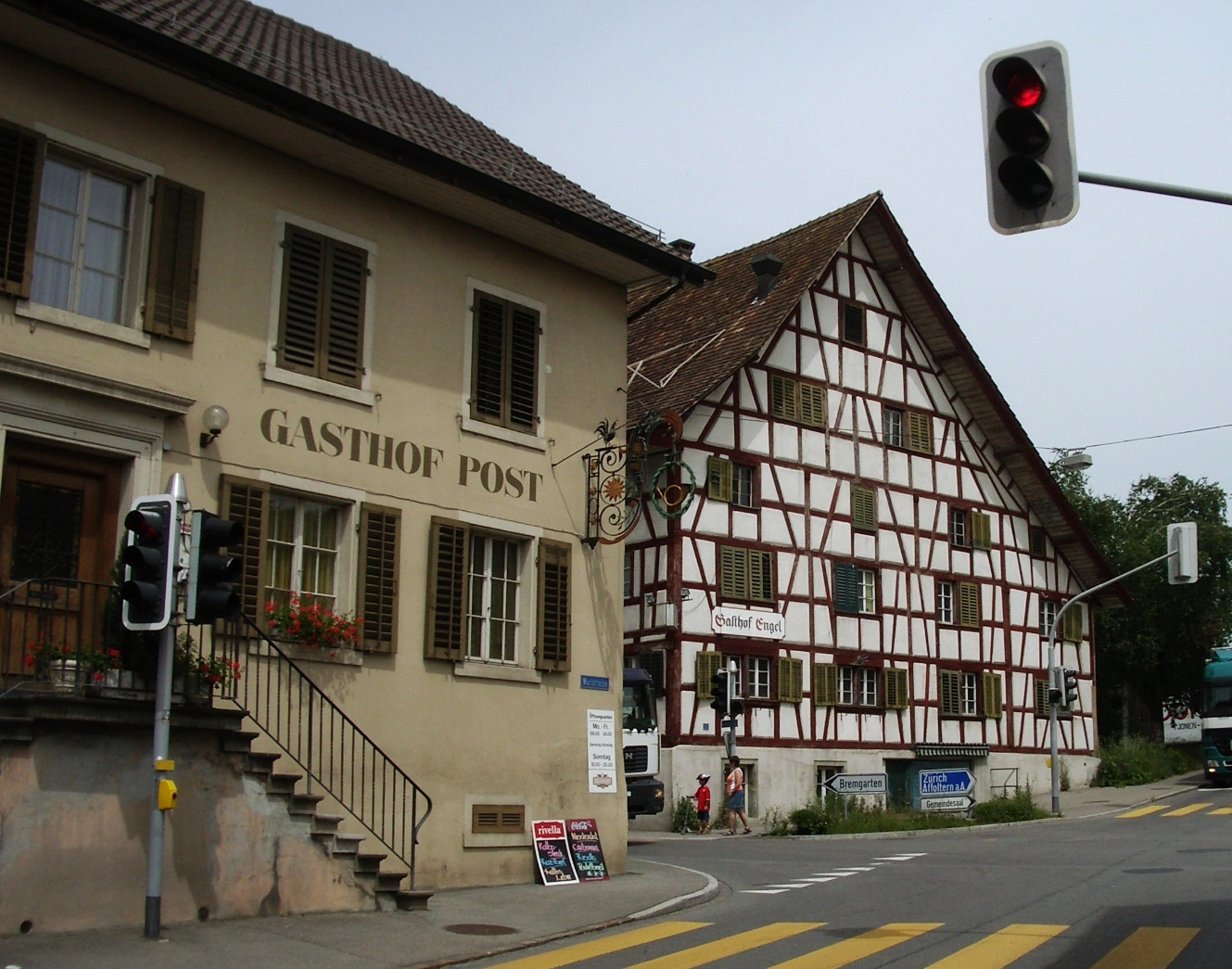
Gasthof «Post» und Taverne «Engel», Weinschenke seit 1422

Das Dorf löste die Fronhöfe als Organisationseinheit ab und ermöglichte ein einheitliches Recht für alle Dorfbewohner. 1406 erwarb die Stadt Zürich die Vogtei Maschwanden. Ottenbach fiel damit in den Machtbereich der Stadt Zürich. 1485 wurde die heutige Kirche im spätgotischen Stil erweitert. Dabei sollen Steine eines römischen Isistempels auf dem Isenberg verwendet worden sein. Ab 1519 führte Pfarrer Johannes Klinger die Reformation in Ottenbach durch. Er fiel – wie Zwingli – 1531 in der Schlacht bei Kappel. Die erste Schule wurde 1593 von der Stadt Zürich gestiftet, 1661 wurde das erste Ottenbacher Schulhaus gebaut, das 1861–1933 als Armenhaus diente. 1689–1694 führte eine Hungerkrise zu grossen Bevölkerungsverlusten. Das Dorf wurde im 18. Jahrhundert mehrmals von schweren Bränden verwüstet. 1753 gab es einen grossen Dorfbrand, bei dem 22 Häuser und 16 Scheunen niederbrannten. Mit der Hungersnot von 1770–1792 setzte sich der Kartoffelanbau durch.
Ende des 18. Jahrhunderts begünstigten tiefe Einzugsgebühren für Neuzuzüger ein starkes Bevölkerungswachstum, die Zunahme der Bevölkerungsdichte sowie eine Verknappung der Landwirtschaftsfläche und die vermehrte Nachfrage für Textilien aus der Stadt die Ausbreitung textiler Heimindustrie. 1784 beschäftigte die Baumwollspinnerei 49 % der Bevölkerung (430 Personen, davon 287 ganzjährig). Die Abhängigkeit von der Heimarbeit führte nach dem Franzoseneinmarsch zu Arbeitslosigkeit, wovon auch die Halbbauern betroffen waren.
Im Jahr 1799 – während der Helvetik – führten die französischen Besatzer in Ottenbach die politische Gemeinde, die sogenannte Munizipalität, ein. Als Basis übernahmen sie – wie praktisch überall – den Umfang der Kirchgemeinde, die damals neben Ottenbach auch die fünf Zivilgemeinden ob dem Felde Bickwil, Oberlunnern, Toussen, Unterlunnern und Wolsen umfasste. Die Bevölkerung identifizierte sich jedoch mit der Zivilgemeinde und nicht mit der Kirchgemeinde. Am 15. Februar 1847 trennten sich die fünf Zivilgemeinden ob dem Felde mit ihren 829 Einwohnern (1841) und den Schulgenossenschaften Lunnern und Toussen von Ottenbach und gründeten die neue Einheitsgemeinde Obfelden. Für die Stapfer-Enquête des helvetischen Erziehungsministers berichtete Schulmeister Bernhart Funck 1799 über den Zustand der Schule in Ottenbach.

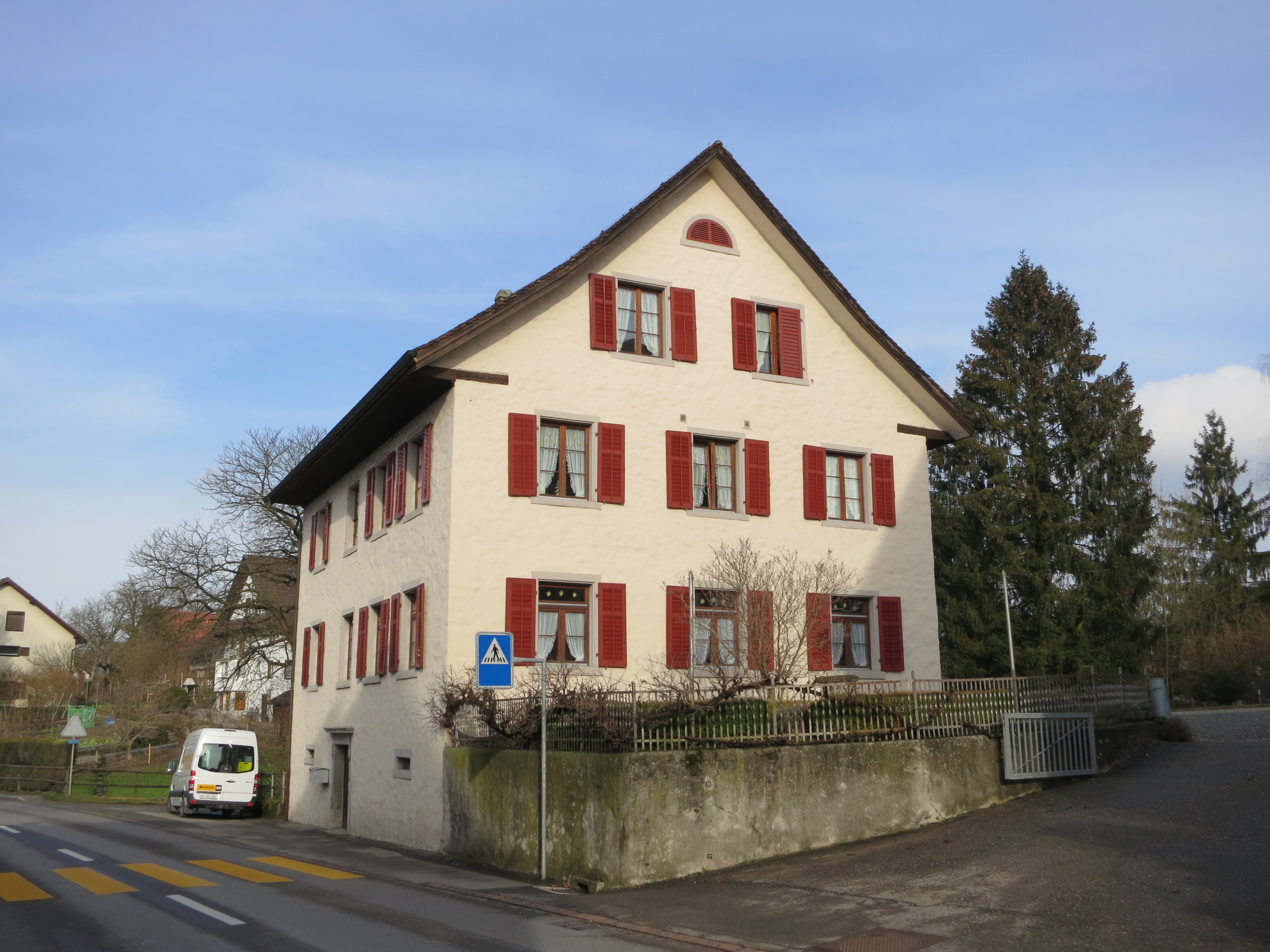
«Chilehuus», zweites Schulhaus von 1835

Das zweite Schulhaus («Chilehuus») wurde 1835 neben dem ersten gebaut. Ab 1837 wohnte und unterrichtete hier Schulmeister Hans Funk, während er im alten Schulhaus eine Kuh und zwei Geissen stehen hatte. 1841 besass die Zivilgemeinde Ottenbach 1130 Einwohner. Die Schulgenossenschaft mit dem Dorf Ottenbach und den Weilern Gässli, Gibel, Rickenbach und Steinhof führte zwei Klassen mit 96 Alltagsschülern, 77 Repetierschülern und 61 Singschülern. Das Gemeindeland umfasste rund 2100 Jucharten zu 36 Aren mit 37 % Äckern, 28 % Wiesen, 15 % Wald (Holzboden), 11 % Weiden, 3 % Reben und 1 % Streuland. Die meisten Einwohner waren in der Landwirtschaft beschäftigt, daneben gab es bis 70 Handwerker, bis 70 Weber und Weberinnen und 9 Näherinnen. Das Dorf hatte 101 Wohnhäuser, eine Taverne, zwei Mühlen, zwei Schmieden, eine Ziegel- und eine Sennhütte.
Anfang des 20. Jahrhunderts wanderten viele Bauern wegen des Berner Erbrechtes (Minorat) ins Säuliamt aus, wo sie Höfe von Bauern kauften, die finanziell vor dem Ruin standen (verlumpet waren). Einige Gondiswiler Bauern zogen nach Ottenbach.

### Reussbrücke

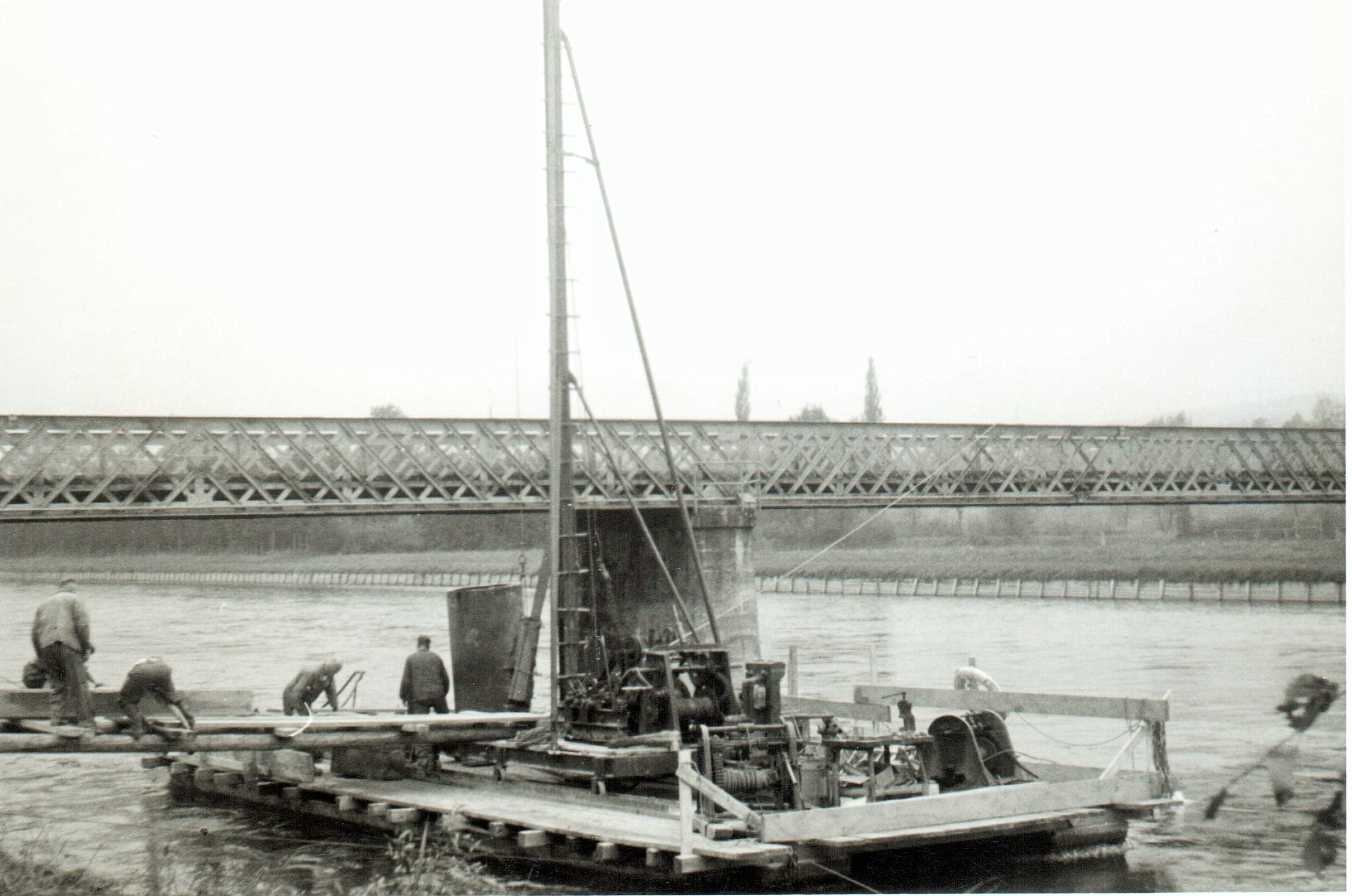
Bauvorbereitungen für die neue Reussbrücke von 1955, im Hintergrund die Brücke von 1864

Der Reussübergang bei Ottenbach bestand vor dem Bau der ersten Brücke aus einer Fährstelle (Fahr). In den Jahren 1725 und 1796 hatte sich die Gemeinde Ottenbach das Fährrecht gesichert, um die Gemeindegüter jenseits der Reuss (Wallikon) bewirtschaften zu können. Während des Sonderbundskrieges wurde im November 1847 eine militärische Schiffsbrücke (Pontonbrücke) erstellt, die von zwei Artilleriebatterien und durch Schanzen geschützt wurde. Die erste Brücke wurde 1864 gebaut. Sie war mit der gleichzeitig gebauten leichten Brücke von Obfelden der einzige feste Reussübergang zwischen Bremgarten und Sins und der erste feste Übergang zwischen dem Freiamt und dem Knonauer Amt. Sie musste 1955 der heutigen Brücke weichen.

### Mühlen

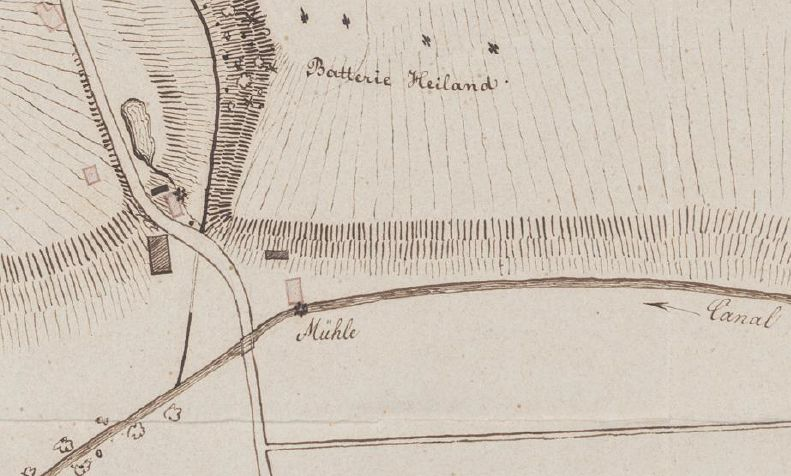
Ottenbacher Mühlen 1847 unterhalb Mühleweiher und am Reusskanal

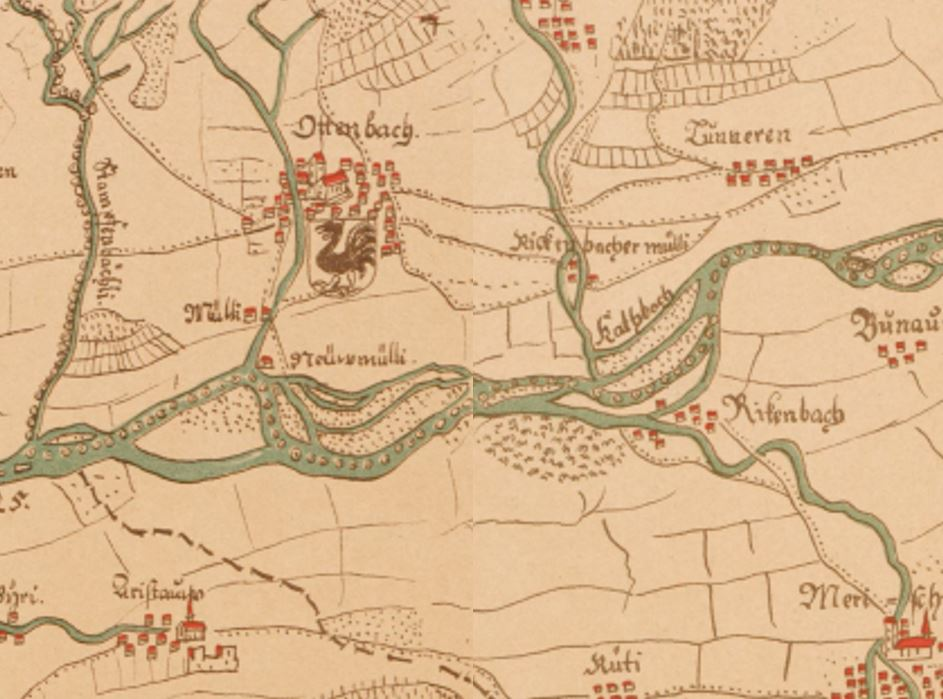
«Neumülli» an der Reuss, Gygerkarte 1667

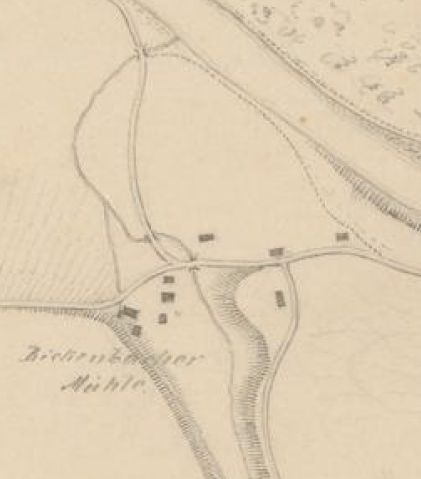
Rickenbacher Mühlen 1847 mit Reuss (rechts)

Je eine Mühle in Ottenbach und Rickenbach wurden erstmals 1454 mit Hans Müller «ze Rüss» und 1461 mit dem Müller-Gut von Rickenbach in den Steuerlisten erwähnt. 1638 ersuchten der Ottenbacher Müller Heinrich Grob und die Zivilgemeinde Ottenbach bei den «gnädigen Herren» in Zürich um die Bewilligung für den Neubau einer zusätzlichen Mühle (neuer «malhufen» mit einem Mühl- und Bodenstein und einem Wasserrad) auf Gemeindeland an der Reuss (mit Kanal zur Mühle), weil die bestehende Mühle vom Mühleweier während trockenen Sommermonaten zu wenig Wasser erhalte, um alles Korn zu mahlen. Zur gleichen Zeit stellte der Müller Hans Wydler von Rickenbach mit den Zivilgemeinden Lunnern und Wolsen ein gleiches Begehren. Der Ottenbacher Müller mahlte das Korn des Ottenbacher Zehntbezirks und der Rickenbacher dasjenige der fünf Obfelder Weiler. 1645 wurde dem Ottenbacher Müller eine dritte, dem Rickenbacher eine vierte Mahlanlage mit Reusswasser bewilligt. Diese Regelung der Mühlerechte, ein obrigkeitliches Recht des Zürcher Rats, blieb bis ins 18. Jahrhundert unverändert bestehen. 1647 konnte die neue Ottenbacher Getreidemühle «Neumülli» an der Reuss fertiggestellt werden.
Die Mühle Rickenbach hatte drei Mahlhufen (Mahlgänge, Mahlhäuser), davon eines an der Reuss (alter Flusslauf, Kanal). Sie bestanden aus einer Relle (Rölli, Schälgang, Entspelzen), drei Stampfen (Schrotgang), einer Haberthere (Haferdarre, Haferdörranlage) und einer Ölrybi (Reibmühle, Ölreibe). Bis 1886, als die Mühlen dem Fabrikgesetz unterstellt wurden, arbeitete man in den Mühlen Tag und Nacht und auch am Sonntag. 1906 wurde südlich der Mühle eine Maschinenbauwerkstätte angebaut, wo landwirtschaftliche Geräte und Maschinen sowie Wasserräder hergestellt wurden. 1941 wurde der zur Mühle gehörende Landwirtschaftsbetrieb mit dem Wohnhaus, dem ehemaligen Restaurant «Mühle», verkauft. 1958 wurde der Mühlebetrieb vom letzten Müller Gottlieb Spörri eingestellt. Kundschaft und Wasserrad gingen an die Mühle Obschlagen in Jonen.
Im Jahre 1836 baute der Ottenbacher Müller eine neue Wasserkraftanlage mit einem Kanal und einem Streichwehr in der Reuss, um das Wasser regulierter ableiten zu können. 1869 wurde die Mühle von der Mechanischen Seidenstoffweberei Zürich (Besitzer Bodmer und Hürlimann) gekauft, um sie bis 1871 zu einer Textilfabrik umzubauen.

## Alte Geschlechter und Zunamen
Bis Mitte des 20. Jahrhunderts hiessen die Mehrzahl der Ottenbacher Familien Berli, Gut, Häberling, Hegetschweiler, Hofstetter, Leutert, Sidler und Schneebeli. Auch die geläufigen Vornamen wiederholten sich oft. Es gab zwar Flurnamen, aber die meisten Strassen und Wege hatten keine Namen und die Gebäude nur ungeordnete Assekuranznummern. Man half sich deshalb mit Zunamen, um zu wissen, wer gemeint war.
Die Zunamen richteten sich nach dem Wohnort/Flurnamen (Gibel, Grund, Hobacher, Högerli, Lanzen, Marxen, Ölberg, Schüracher, Staubetenbaum, Steinhof, Steinern, Stüdler, Tobel), nach den Berufen (Chüefer, Chuttlemetzger, Deger/Apotheker, Exerzierers, Forschters, Füürhauptme, Sigristen, Gmeindschreiber, Rasierer, Haarschneider, Richters, Sagi, Sattler, Schmids, Schnider, Söihirte, Statthalter, Wirts) oder nach Vornamen/Namen eines Vorfahren (Bönis, Chäpper, Chueris, Fanis, Hans-Chaschpers, Hansuelis, Lieni, Melcher, Othlis, Ruedels, Salomons, Saltes, Sares, Töfels, Uechis, Ursis).

## Wappen
Blasonierung:
In Silber ein stehender schwarzer Hahn mit rotem Kamm, roten Halslappen und Füssen
Das Wappen stammt vermutlich von einem gleichnamigen Adelsgeschlecht und wurde erstmals 1493 in der Chronik von Gerold Edlibach erwähnt. Das Wappen ist auf einem Glasgemälde eines Kirchenfensters von 1551 festgehalten, das sich seit 1897 im Schweizerischen Landesmuseum in Zürich befindet. Seit 1928 ist der Ottenbacher Güggel das offizielle Gemeindewappen.

## Bevölkerung
| Jahr | Einwohner |
| ---- | --------- |
| 1650 | 320       |
| 1850 | 1169      |
| 1900 | 1107      |
| 1950 | 971       |
| 2000 | 2189      |
| 2005 | 2227      |
| 2010 | 2412      |
| 2015 | 2566      |
| 2020 | 2706      |
| 2022 | 2847      |

Ottenbachs Einwohnerzahl betrug 2858 Personen im Dezember 2022. Der Ausländeranteil lag im Jahr 2022 bei 14,5 %. Im selben Jahr bezeichneten sich 892 Personen als reformiert, 649 als katholisch, und 1306 hatten eine andere oder keine Konfession.
Zwischen 1900 und 1980 stieg die Einwohnerzahl lediglich von 1107 auf 1389 Personen, während sie im nachfolgenden Jahrzehnt auf 2038 (1990) anwuchs. Das starke Bevölkerungswachstum in den 1980er Jahren ging mit dem Bau vieler neuer Einfamilienhaussiedlungen vor allem im oberen Dorfteil einher. Ab 1990 stagnierte die Zahl bei gut 2000 Einwohnern. Seit 2005 steigt sie infolge erneut erhöhter Bautätigkeit wieder etwas an.

## Politik
Gemeindepräsidentin ist Gabriela Noser Fanger (parteilos, Stand 2023).
Bei der Nationalratswahl 2019 erreichten die Parteien folgende Wähleranteile: SVP 32,31 %, glp 16,84 %, SP 13,65 %, FDP 13,15 %, Grüne 10,71 %, EVP 3,95 %, CVP 3,56 %, BDP 2,94 %, EDU 1,48 % und andere (8) 1,41 %.
Die Wähleranteile bei der Nationalratswahl 2023: SVP 34,88 % (+2,57 %), glp 15,81 % (−1,03 %), SP 13,46 % (−0,19 %), FDP 10,63 % (−2,52 %), Die Mitte 7,61 % (+1,11 %), Grüne 7,43 % (−3,28 %), EVP 3,90 % (−0,04 %), Aufrecht Zürich 1,81 %, EDU 1,60 % (+0,11 %), Mass-Voll! 0,94 %, andere (10) 1,92 %.

## Wirtschaft und Infrastruktur
Ottenbach ist eine typische Wohngemeinde. Von den 891 Wohnungen 2003 waren 53,08 % in Einfamilienhäusern untergebracht. Dies ist der höchste Anteil im Bezirk Affoltern. 76 % der Erwerbstätigen arbeiten ausserhalb der Gemeinde.
Ottenbach war während Jahrhunderten ein Bauerndorf, das von Viehzucht, Acker- und Obstbau (früher auch Rebbau) lebte. Im 19. Jahrhundert kam die Textilindustrie dazu. 1869–1871 wurde am Reusskanal an der Stelle der Mühle eine Seidenweberei gebaut. Die Wasserkraftanlage der Mühle wurde für die Textilfabrik gebraucht.
Um 1920 gab es folgende Gewerbe- und Dienstleistungsbetriebe: zwei Metzgereien, eine Kuttlerei, drei Bäckereien, drei Spezereiläden, drei Schuhmacher, zwei Schmiedmeister, drei Schlossermeister, zwei Zimmermeister, drei Schreinermeister, zwei Wagner und Küfer, zwei Herrenschneidereien, zwei vollamtliche Nachtwächter mit Hunden, drei Coiffeure, zwei Uhrenmacher, einen Feldmauser, einen Dorfweibel, einen Briefträger und einen Hilfsbriefträger, einen Laden zum Verkauf von Glühbirnen, einen Laden mit Salzregal, zwei Tuchläden, einen Betreibungsbeamten im Nebenamt und einen Sigristen im Nebenamt.
Nach dem Zweiten Weltkrieg und mit der aufkommenden Motorisierung verschwanden viele Gewerbebetriebe. In den 1950er- und 1960er-Jahren existierten unter anderen noch jeweils ein Schmied, Sattler, Schreiner, Zimmermann, Wagner, Küfer und Klauenschneider auf Stör.
Von 1950 bis 1994 züchtete Edi Rodel im «Zwinger Säuliamt» Bernhardinerhunde. Mit bis zu 130 Hunden galt er als eine der weltweit grössten Bernhardinerzuchten. In dieser Zeit verkaufte Rodel rund 3000 Bernhardiner in 55 Länder. Der ehemalige Bauernsohn und Metzger gewann mit seinen Hunden rund 45 internationale Zuchtgruppensiege.
Die heute stillgelegte Seidenweberei Haas beherbergt das Warenhaus Haas Shopping. Insgesamt existieren 113 Arbeitsstätten in Ottenbach.
Im Dorf gibt es einen Kindergarten und eine Primarschule; die Oberstufenschule besuchen die Schüler in Obfelden.

## Verkehr
Ottenbach liegt an der Kreuzung der Verbindungsstrassen Muri AG – Affoltern am Albis und Bremgarten AG – Mettmenstetten. Die Gemeinde hat keinen direkten Anschluss an die S-Bahn Zürich, ist jedoch mit Busverbindungen zum Bahnhof Affoltern a. A. und bis nach Zürich-Wiedikon erschlossen.
Mit der Eröffnung der Nationalstrasse A4 durchs Knonauer Amt und dem Bau des Uetlibergtunnels hat die Gemeinde an Attraktivität gewonnen. Da jedoch die durch Ottenbach führende Strasse als Zubringer zur A4 diente, nahm auch der Verkehr im Dorf stark zu. Deshalb plante man eine Umfahrungsstrasse für Ottenbach und Obfelden. Dabei kam es zu Kontroversen, als der Zürcher Regierungsrat den Bau der Strasse im Mai 2007 aus Gründen des Landschaftsschutzes zuerst nicht bewilligen wollte. Im Dezember 2007 korrigierte er seinen Entscheid. Am 23. September 2012 nahm die Stimmbevölkerung des Kantons Zürich die Umfahrungsstrasse/A4-Zubringer Obfelden/Ottenbach mit 62,6 % Ja-Stimmen an. 2020 wurde mit den Bauarbeiten begonnen, Anfang Juni 2023 wurde die Umfahrungsstrasse dem Verkehr übergeben. Sie entlastet Ottenbach und Obfelden vom Durchgangsverkehr.

## Sehenswürdigkeiten, Brauchtum und lokale Spezialitäten

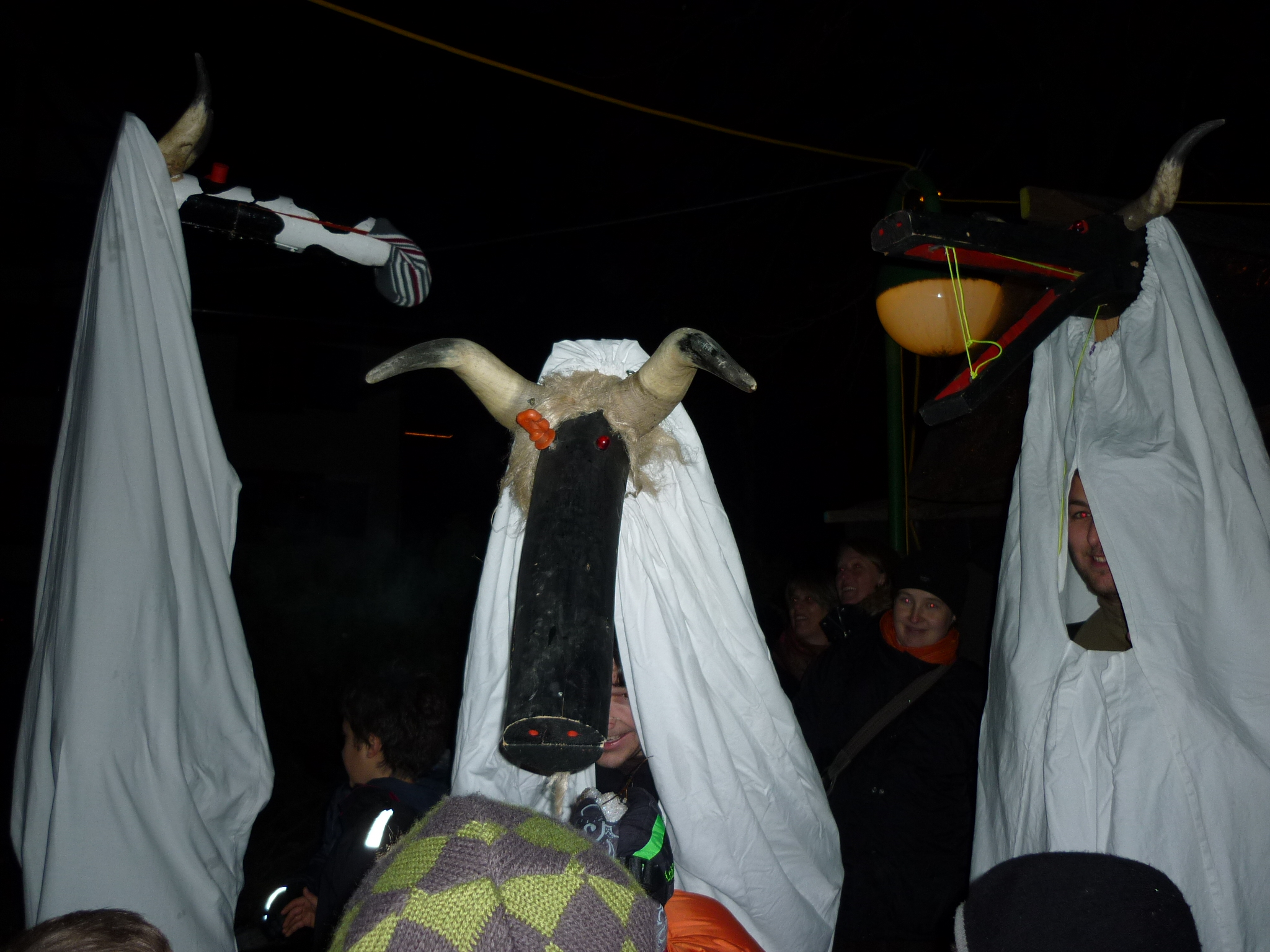
Spräggele

Zu den Wahrzeichen von Ottenbach gehört neben der Kirche der markante Riegelbau des Gasthofs «Engel», der seit 1422 über das Weinschenke- und seit 1626 über das ehafte Tavernenrecht verfügte. Als letztes Kraftwerk seiner Art im Kanton Zürich ist das historische Kleinkraftwerk Ottenbach im Originalzustand von 1920 erhalten und betriebsfähig und kann besichtigt werden.
Der Dorfbrauch Spräggele entstand im 18. Jahrhundert in der stark von der Heimarbeit geprägten Region, wird heute aber nur noch in Ottenbach gefeiert. In der sogenannten «Durchspinn-Nacht» vor Weihnachten, wenn die armen Familien den Einkommensverlust während der mit Arbeitsverbot belegten Feiertage kompensierten, erschien eine Spräggele, damals meist eine alte Frau, um die Kinder zu kontrollieren, ob sie fleissig arbeiteten. Die Spräggele sollte als Schreckgestalt die Arbeitsmoral der Kinder hochhalten und ihnen helfen, die Müdigkeit zu bekämpfen. Heute verkleiden sich vorab junge Männer als Spräggele, und zwar jeweils am ersten und zweiten Freitag im Dezember.
Die Ottenbacher Schellerbirne ist eine ortstypische Birnensorte, die hier im 18. Jahrhundert entdeckt wurde.

## Persönlichkeiten
- Walter Bodmer (1896–1989), Industrieller und Pionier als Wirtschaftshistoriker
- George Gessler (1924–2012), Künstler, ab 1970 hier arbeitend, auch hier verstorben[32]
- Erwin Hürlimann (1880–1968), Generaldirektor und Verwaltungsratspräsident der Schweizerischen Rückversicherungsanstalt
- Hans Oeschger (1927–1998), Physiker und Klimaforscher
- Nora Osagiobare (* 1992), Schriftstellerin
- Heinrich Schneebeli (1849–1890), Physiker und Hochschullehrer